# 1st Mini Album (카라의 음반)
"1st Mini Album"은 대한민국의 음악 그룹 카라의 첫 번째 미니 음반이다. 2008년 7월 31일 CJ E&M을 통해 발매되었다.

## 배경
- 7월 22일 - 첫 번째 미니앨범 'Rock U' 티저버전 공개
- 7월 23일 - 뮤직비디오 공개
- 7월 24일 - 구하라 & 강지영 영입 후 엠 카운트다운에서 'Rock U' 첫 무대
- 7월 25일 - 첫 번째 미니앨범 "Rock U (1st Mini Album)" 발매

## 특징과 대표곡
- 1번째 트랙 'Rock U'는 타이틀곡으로서, 밝고 경쾌한 느낌이 난다.
- 2번째 트랙 'Baby Boy'는 후속곡으로 예정되어 있었으나, 후속곡 활동을 하지는 못했다.
- 3번째 트랙 '이게 뭐야'는 저스트의 두 번째 싱글 앨범에서 리메이크 되었다.
- 4번째 트랙 'Good Day'는 후에 재편집곡으로 'Good Day (Season 2)'으로 디지털싱글로 발매되었다.
- 'Rock U'로 처음으로 SBS 인기가요 Take 7에 진입했다.

## 트랙 리스트
| #  | 제목          | 작사                       | 작곡           | 재생 시간 |
| -- | ------------- | -------------------------- | -------------- | --------- |
| 1. | 〈Rock U〉    | 송수윤                     | 한재호, 김승수 | 3:31      |
| 2. | 〈Baby Boy〉  | 김현서                     | 김현서         | 3:43      |
| 3. | 〈이게 뭐야〉 | 송수윤                     | 한재호, 김승수 | 3:22      |
| 4. | 〈Good Day〉  | 한재호, 김승수, 박사장(랩) | 한재호, 김승수 | 3:13      |
| 5. | 〈Wait〉      | 황성제                     | 황성제         | 3:41      |